# ویدراکو
ویدراکو (به ایتالیایی: Vidracco) یک کومونه در ایتالیا است که در استان تورین واقع شده‌است.

## خصوصیات
ویدراکو ۳٫۲ کیلومترمربع مساحت و ۵۴۱ نفر جمعیت دارد.